# The So Nice Tour
The So Nice Tour là chuyến lưu diễn hòa nhạc thứ tư của nữ ca sĩ người Canada Carly Rae Jepsen. Với mục đích quảng bá album phòng thu thứ năm The Loneliest Time (2022), chuyến lưu diễn bắt đầu từ ngày 21 tháng 9 năm 2022 tại nhà hát ngoài trời Jacobs Pavilion ở Cleveland, Ohio, Hoa Kỳ. Hai đêm diễn đầu tiên của chuyến lưu diễn là sự kiện biểu diễn chung của Carly Rae Jepsen với ban nhạc Mỹ Bleachers, trong khi đó các buổi diễn còn lại có sự tham gia của Empress Of và Lewis OfMan dưới vai trò nghệ sĩ mở màn.

## Danh sách tiết mục
Danh sách tiết mục sau đây là đại diện cho buổi biểu diễn vào ngày 15 tháng 10 năm 2022 tại Las Vegas, Hoa Kỳ, không phải là đại diện cho danh sách tiết mục của tất cả các buổi biểu diễn trong suốt thời gian chuyến lưu diễn.
1. "This Love Isn't Crazy"
2. "Let's Sort the Whole Thing Out"
3. "Run Away With Me"
4. "Too Much"
5. "Talking to Yourself"
6. "Julien"
7. "Warm Blood"
8. "Emotion / Favourite Colour"
9. "Call Me Maybe"
10. "Stay Away"
11. "Comeback"
12. "Western Wind"
13. "I Really Like You"
14. "Want You in My Room"
15. "Now That I Found You"
16. "Your Type"
17. "For Sure"
18. "Go Find Yourself or Whatever"
19. "Beach House"
20. "Boy Problems / Fake Mona Lisa"
21. "Cry"
22. "The Loneliest Time"
23. "When I Needed You"
24. "I Didn't Just Come Here to Dance"
25. "All That"
26. "Cut to the Feeling"

Ghi chú
- "Comeback" được biểu diễn cùng với Bleachers vào ngày 21 và 22 tháng 9 năm 2022.
- "Window" được biểu diễn tại các buổi hòa nhạc ngày 24 và 26 tháng 9 năm 2022.
- "Party for One" được biểu diễn tại các buổi hòa nhạc từ ngày 24 tháng 9 đến ngày 9 tháng 10 năm 2022.
- "The Loneliest Time" được biểu diễn cùng với Rufus Wainwright vào ngày 18 tháng 10 năm 2022.
- "Surrender My Heart" được biểu diễn tại buổi hòa nhạc từ ngày 21 tháng 10 năm 2022.

## Lịch trình
| Ngày                 | Thành phố           | Quốc gia | Địa điểm                     | Nghệ sĩ mở màn | Số người tham dự | Doanh thu   |
| Bắc Mỹ               | Bắc Mỹ              | Bắc Mỹ   | Bắc Mỹ                       | Bắc Mỹ         | Bắc Mỹ           | Bắc Mỹ      |
| -------------------- | ------------------- | -------- | ---------------------------- | -------------- | ---------------- | ----------- |
| 21 tháng 9 năm 2022  | Cleveland           | Hoa Kỳ   | Jacobs Pavilion              | Isaac Dunbar   | —                | —           |
| 22 tháng 9 năm 2022  | Toronto             | Canada   | Budweiser Stage              | Isaac Dunbar   | —                | —           |
| 24 tháng 9 năm 2022  | Montréal            | Canada   | M Telus                      | Empress Of     | —                | —           |
| 26 tháng 9 năm 2022  | Boston              | Hoa Kỳ   | Roadrunner                   | Empress Of     | —                | —           |
| 28 tháng 9 năm 2022  | Thành phố New York  | Hoa Kỳ   | Radio City Music Hall        | Empress Of     | —                | —           |
| 29 tháng 9 năm 2022  | Washington, D.C.    | Hoa Kỳ   | The Anthem                   | Empress Of     | 5.391 / 5.391    | 263.526 USD |
| 1 tháng 10 năm 2022  | Philadelphia        | Hoa Kỳ   | Metropolitan Opera House     | Empress Of     | —                | —           |
| 2 tháng 10 năm 2022  | Norfolk             | Hoa Kỳ   | The NorVa                    | Empress Of     | —                | —           |
| 4 tháng 10 năm 2022  | Knoxville           | Hoa Kỳ   | Tennessee Theatre            | Empress Of     | —                | —           |
| 5 tháng 10 năm 2022  | Atlanta             | Hoa Kỳ   | The Eastern                  | Empress Of     | —                | —           |
| 7 tháng 10 năm 2022  | Austin              | Hoa Kỳ   | Zilker Park                  | —              | —                | —           |
| 9 tháng 10 năm 2022  | Houston             | Hoa Kỳ   | 713 Music Hall               | Empress Of     | —                | —           |
| 10 tháng 10 năm 2022 | Dallas              | Hoa Kỳ   | South Side Ballroom          | Empress Of     | —                | —           |
| 12 tháng 10 năm 2022 | Denver              | Hoa Kỳ   | Mission Ballroom             | Empress Of     | —                | —           |
| 14 tháng 10 năm 2022 | Thành phố Salt Lake | Hoa Kỳ   | The Union Event Center       | Empress Of     | —                | —           |
| 15 tháng 10 năm 2022 | Las Vegas           | Hoa Kỳ   | The Theater at Virgin Hotels | Empress Of     | —                | —           |
| 17 tháng 10 năm 2022 | Phoenix             | Hoa Kỳ   | Arizona Financial Theatre    | Empress Of     | —                | —           |
| 18 tháng 10 năm 2022 | Los Angeles         | Hoa Kỳ   | Greek Theatre                | Empress Of     | —                | —           |
| 20 tháng 10 năm 2022 | Santa Barbara       | Hoa Kỳ   | Arlington Theatre            | Empress Of     | —                | —           |
| 21 tháng 10 năm 2022 | Berkeley            | Hoa Kỳ   | Hearst Greek Theatre         | Empress Of     | —                | —           |
| 23 tháng 10 năm 2022 | Portland            | Hoa Kỳ   | Roseland Theater             | Empress Of     | —                | —           |
| 24 tháng 10 năm 2022 | Portland            | Hoa Kỳ   | Roseland Theater             | Empress Of     | —                | —           |
| 26 tháng 10 năm 2022 | Seattle             | Hoa Kỳ   | Showbox SoDo                 | Empress Of     | —                | —           |
| 27 tháng 10 năm 2022 | Seattle             | Hoa Kỳ   | Showbox SoDo                 | Empress Of     | —                | —           |
| 29 tháng 10 năm 2022 | Vancouver           | Canada   | Thunderbird Sports Centre    | Empress Of     | —                | —           |
| 2 tháng 11 năm 2022  | Madison             | Hoa Kỳ   | The Sylvee                   | Empress Of     | —                | —           |
| 4 tháng 11 năm 2022  | Thành phố Kansas    | Hoa Kỳ   | Uptown Theater               | Empress Of     | —                | —           |
| 5 tháng 11 năm 2022  | Chicago             | Hoa Kỳ   | Aragon Ballroom              | Empress Of     | —                | —           |
| Châu Âu              |                     |          |                              |                |                  |             |
| 4 tháng 2 năm 2023   | Dublin              | Ireland  | Olympia Theatre              | Lewis OfMan    | —                | —           |
| 5 tháng 2 năm 2023   | Dublin              | Ireland  | Olympia Theatre              | Lewis OfMan    | —                | —           |
| 7 tháng 2 năm 2023   | Leeds               | Anh      | O2 Academy                   | Lewis OfMan    | —                | —           |
| 8 tháng 2 năm 2023   | Glasgow             | Scotland | O2 Academy                   | Lewis OfMan    | —                | —           |
| 9 tháng 2 năm 2023   | Manchester          | Anh      | O2 Apollo                    | Lewis OfMan    | —                | —           |
| 11 tháng 2 năm 2023  | Birmingham          | Anh      | O2 Institute                 | Lewis OfMan    | —                | —           |
| 12 tháng 2 năm 2023  | Bristol             | Anh      | O2 Academy                   | Lewis OfMan    | —                | —           |
| 13 tháng 2 năm 2023  | Brighton            | Anh      | The Dome                     | Lewis OfMan    | —                | —           |
| 15 tháng 2 năm 2023  | London              | Anh      | Alexandra Palace             | Lewis OfMan    | —                | —           |
| Châu Đại Dương       |                     |          |                              |                |                  |             |
| 7 tháng 3 năm 2023   | Sydney              | Úc       | Enmore Theatre               | —              | —                | —           |
| 9 tháng 3 năm 2023   | Brisbane            | Úc       | The Tivoli                   | —              | —                | —           |
| 13 tháng 3 năm 2023  | Melbourne           | Úc       | Forum Theatre                | —              | —                | —           |
| 14 tháng 3 năm 2023  | Melbourne           | Úc       | Forum Theatre                | —              | —                | —           |